# سیارک ۱۹۱۷۸
سیارک ۱۹۱۷۸ (به انگلیسی: 19178 Walterbothe، نامگذاری:1991RV2) نوزده هزار و صد و هفتاد و هشتمین سیارک کشف شده‌است که در ۹ سپتامبر ۱۹۹۱ کشف شد.
قدر مطلق سیارک برابر ۱۴٫۸۰ است.